# Tricentra flavifigurata
Tricentra flavifigurata är en fjärilsart som beskrevs av Louis Beethoven Prout 1917. Tricentra flavifigurata ingår i släktet Tricentra och familjen mätare. Inga underarter finns listade i Catalogue of Life.